# キャンディーズ10,000人カーニバル

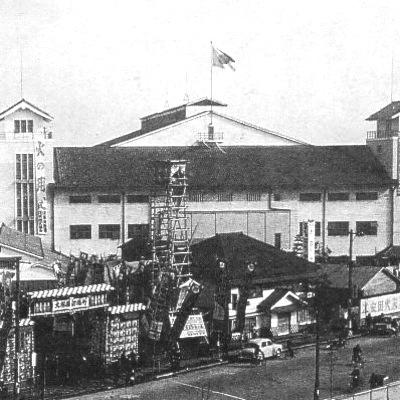
「10,000人カーニバル」が開催された蔵前国技館（写真は1954年頃のもの）

『キャンディーズ10,000人カーニバル』（キャンディーズいちまんにんカーニバル、Candies' Carnival For 10,000 People）は、1975年12月21日にリリースされた、キャンディーズ初のライブ・アルバムである。

## 内容
- LP帯コピー：その日、国技館に何が起こったか…………… ファン待望のライブ盤! 興奮と熱狂の一時間を完全ドキュメント
- 1975年10月19日に蔵前国技館で開催された「10,000人カーニバル」の模様を収録。
- 本作の初CD-DA化（CD選書）に先がけ、1997年11月21日にリリースされたベスト・アルバム『GOLDEN J-POP/THE BEST キャンディーズ』に「あなたに夢中」、「悲しきためいき」、「プラウド・メアリー」、「アイ・ビリーブ・イン・ミュージック」の4曲が初CD化された。

## ライブ詳細
- 演奏：MMP（ミュージック・メイツ・プレイヤーズ）
  - 渡辺茂樹（キーボード）
  - 西村コージ（ギター）
  - 川内章一（ドラムス）
  - 新田一郎（トランペット）
  - 兼崎順一（トランペット）
  - 片山鉱二（サックス）
  - 菅原由紀（パーカッション）
- 全編曲：渡辺茂樹

## 収録曲
1. あなたに夢中
  - 作詞：山上路夫、作曲：森田公一
2. 危い土曜日
  - 作詞：安井かずみ、作曲：森田公一
3. 内気なあいつ
  - 作詞：千家和也、作曲：穂口雄右
4. バイ・バイ・センチメンタル
  - 作詞：竜真知子、作曲：穂口雄右
5. 片想いの午後
  - 作詞：竜真知子、作曲：穂口雄右
6. 悲しきためいき
  - 作詞：山上路夫、作曲：宮川泰
7. その気にさせないで
  - 作詞：千家和也、作曲：穂口雄右
8. 年下の男の子
  - 作詞：千家和也、作曲：穂口雄右
9. プラウド・メアリー -PROUD MARY-
  - 作詞・作曲：John C. Fogerty、訳詞：竜真知子
  - オリジナル歌唱：Creedence Clearwater Revival
10. アイ・ビリーブ・イン・ミュージック -I BELIEVE IN MUSIC-
  - 作詞・作曲：Mac Davis、訳詞：沢田研二
  - オリジナル歌唱：Mac Davis